# نانداموری کالیان رام
نانداموری کالیان رام (به انگلیسی: Nandamuri Kalyan Ram) (زاده ۵ ژوئیهٔ ۱۹۷۸) بازیگر هندی است.
از کارهای معروف او می‌توان به بازی در فیلم شیر، جای لاوا کوسا، ۱۱۸، ن. ت. ر: قهرمان، ن. ت. ر: رهبر بزرگ، ازدواج لاکشمی، خرابکار، تو مال منی و پسری با کیفیت خوب اشاره کرد.
او نوه ن. ت. راما رائو است.